# L. Ron Hubbard
Lafayette Ronald Hubbard (Tilden, Nebraska, 1911. március 13. – Creston, Kalifornia, 1986. január 24.) ismertebb nevén L. Ron Hubbard amerikai sci-fi-író és a szcientológia egyház alapítója. A szcientológia követői gyakran nevének kezdőbetűivel, mint LRH utalnak rá. Regényírói karrierjének felépítése után kifejlesztette a Dianetika önfejlesztő rendszert, amely könyv formában legelőször 1950 májusában jelent meg az USA-ban. Később egy új vallásos mozgalom részeként gondolatait továbbfejlesztette széles körű doktrínák és rituálék rendszerévé, amelyet szcientológiának nevezett el. Írásai a Szcientológia Egyház és kapcsolódó szervezeteinek doktrínáit és működési utasításait képezik.
Habár Hubbard életének több része is vita tárgya, életének főbb eseményeiben megegyeznek életrajzírói.
Az USA-ban született, a Tildenben, Nebraskában és gyermekkora legnagyobb részét egy Helena nevű kisvárosban (Montana) töltötte. Utazgatott a Dél-Csendes Óceánon a késő 1920-as években, miután édesapját, Harry Ross Hubbardot, az amerikai haditengerészet tisztjét Guamba küldték, az ottani amerikai haditengerészeti bázisra.
A George Washington egyetemre járt Washingtonban az 1930-as évek elején, majd kicsapástól tartva otthagyta az egyetemet, és rendkívül termékeny karriert kezdett mint ponyvaregényíró.
A második világháború alatt rövid szolgálatot teljesített az Egyesült Államok Tengerészgyalogos Hadosztályának tartalékában, rövid ideig mint két hajó parancsnoka (USS UP-422 és a USS PC-815). Mindkét alkalommal visszavonták parancsnokságát, amikor felettesei parancsnokságra alkalmatlannak találták. Aktív szolgálatának utolsó néhány hónapját kórházban töltötte, ahol gyomorfekéllyel kezelték.
Később kifejlesztette a dianetikát, amelyet a "mentális egészség modern tudományának" nevezett. 1952-ben megalapította a Szcientológiát, amely irányítása alatt nemzetközi szervezetté nőtt. Az 1960-as és 1970-es években a legtöbb idejét a tengeren töltötte, magánflottája fedélzetén mint a "Sea Org" szcientológus elit szervezet "Commodore"-ja. Tengeri expedíciója azonban véget ért, amikor egymás után Nagy-Britannia, Görögország, Spanyolország, Portugália és Venezuela is bezárta kikötőit flottája előtt. 1965-ben Ausztrália visszavonta a Szcientológia vallásos státuszát, és Franciaországban egy bíróság csalásért ítélte el Hubbardot távollétében
1975-ben visszatért az Egyesült Államokba, és visszavonult a kaliforniai sivatagba. 1983-ban "megvádolatlan társ-összeesküvő"-nek állapították meg a nemzetközi beszivárgási és dokumentum-tolvajlási projektben (Operation Snow White). Életének fennmaradó éveit szinte teljes elszigeteltségben töltötte Crestonban, Kaliforniában lévő ranch-án. 1986-ban halt meg agyvérzés következtében.
A Szcientológia Egyház Hubbardot filozófusnak írja le, akinek eredményei a filozófia terén megelőzik bármely más filozófus munkásságát. Hubbard magát úttörő felfedezőnek írta le, világutazónak és nukleáris fizikusnak, akinek széles körű tapasztalata van többek között fotóművészetben, képzőművészetben, költészetben és filozófiában. Kritikusai - köztük egyik fia - szerint Hubbard kóros hazudozó, sarlatán és mentálisan labilis volt. Habár Hubbard életében tett több kijelentéséről bebizonyosodott hogy kitaláció, a Szcientológia Egyház visszautasít bármilyen utalást arra, hogy az egyház beszámolója Hubbard életéről nem történelmi tényeken alapul.

## Korai évek
Lafayette Ronald Hubbard 1911-ben született, Tilden városában, Nebraskában, az Egyesült Államokban, egyetlen gyermekeként Ledora May-nek (l.n Waterbury) akinek tanári képesítése volt, és Harry Russ Hubbardnak, aki a gyermek születése előtt néhány évvel korábban mint tiszt szolgált a US Haditengerészeténél. 1913-ban letelepedtek Helenában, egy montanai kisvárosban. Hubbard édesapja újra csatlakozott a haditengerészethez 1917 áprilisában az I. világháború alatt, míg édesanyja, Ledora adminisztrátorként dolgozott egy kormányhivatalban.
A Szcientológia Egyház által kiadott életrajz úgy írja le Hubbardot, mint egyfajta csodagyereket, aki hamarabb lovagolt, mint járt, és aki négyéves korára már írt és olvasott. A Szcientológia Egyház leírása szerint nagyapja "Montanai nagy marha ranch-án" nőtt fel, ahol napjait azzal töltötte hogy lovagolt, lovakat tört be, prérifarkasra vadászott és megtette első lépéseit mint felfedező. Nagyapját mint "gazdag, vadnyugati marhatenyésztő"-t írja le az Egyház, akitől Hubbard vagyont, amerikai és Dél-Afrika-i befektetéseket örökölt. Hubbard kijelentései alapján az egyház állítja továbbá, hogy Hubbard vértestvérévé vált a Feketeláb indiánoknak hatéves korában, mivel barátja volt a Feketeláb törzs orvosságos emberének.
Ezzel ellentétben korabeli dokumentumok mutatják, hogy nagyapja, Lafayette Waterbury állatorvos volt, nem marhatenyésztő és nem volt vagyonos. Hubbard valójában a Helena városközpontjában lévő városházán nőtt fel. Hubbard nagynénje szerint a családjuknak nem volt ranch-uk, de volt egy tehenük és négy vagy öt lovuk, amit néhány hektárnyi földjükön tartottak a város határán. (forrás: Sappell, Joel; Welkos, Robert (June 24, 1990). "The Making of L. Ron Hubbard: Creating the Mystique." Los Angeles Times, p. A38:1) Hubbard több mint száz mérföldnyire élt a Feketeláb rezervátumtól, ahol ez a törzs nem gyakorolja a vértestvérséget, és nincs bizonyíték rá, hogy Hubbard valaha is a vértestvérük volt.
Az 1920-as években a Hubbard család többször költözött az Egyesült Államokban, és a tengerentúlra. 1921-ben Hubbard édesapja, Harry újra csatlakozott a haditengerészethez és a USS Oklahomán lévő posztja miatt a család először San Diegóba, azután Seattle-be költözött. Egy a Washington DC-be tartó hajóúton 1923-ban Hubbard tanulmányozta a freudi pszichológiát Joseph "Snake" Thompson kapitánytól, aki haditengerészeti pszichoanalitikus és szanitéc volt. A Szcientológia életrajzok úgy írják le ezt a találkozást, mint azt, amely Hubbardot megtanította egy bizonyos tudományos megközelítésre az elmét illetően, de amely megközelítést ő nem talált kielégítőnek. Hubbard továbbá aktív cserkész volt Washington DC-ben és 1924-ben, két héttel 13. születésnapja után elérte a "Sas-Cserkész" (Eagle Scout) rangot. Naplójában Hubbard azt írta, hogy ő volt a legfiatalabb "Sas-Cserkész" az USA-ban.
A következő évben Harry Ross Hubbardot a Puget Sound Naval kikötőbe (Bremerton, Washington) helyezték át. Fiát, Ront a Union High Schoolba (Bremerton) iskolázták be, de később a Queen Anne High Schoolba (Seattle) is járt. 1927-ben Hubbard apját Guamra küldték a Mariana-szigetekre, az ottani US haditengerészeti állomásra. Habár Hubbard édesanyja vele tartott, Hubbardot az apai nagyszülőkre bízták Helanában, hogy befejezze a középiskolai tanulmányait.
1927 és 1929 között Hubbard utazgatott Japánban, Kínában, a Fülöp-szigeteken és Guamban. Szcientológiai írások úgy mutatják be életének ezt a periódusát, mint az időt, amikor rendkívüli kíváncsiság hajtotta az emberi szenvedés miértjével kapcsolatban, és habár tanulmányozta az ősi keleti filozófiákat, nem kielégítőnek találta őket. Úgy írta le útját Kínába, mint "abban az időben, amikor csak néhány nyugati léphetett be", és a Szcientológia szerint idejét buddhista lámák kérdezgetésével, és öreg kínai mágusokkal való találkozással töltötte. Az egyház írásai szerint utazgatásait "vagyonos nagyapja" pénzelte.
Hubbard nem hivatalos életrajzírói egy ettől igen különböző beszámolót mutatnak be Hubbard ázsiai utazásairól. Hubbard naplójában két utazást jegyzett fel Kína keleti partjaira. Az első során édesanyja társaságában, amikor az USA-ból Guamba utaztak 1927-ben. Ez alatt az út alatt tettek néhány rövid megállót egy pár kínai kikötőben mielőtt Guamba értek, ahol hat hétig maradt, mielőtt visszatért az USA-ba. Hubbard feljegyezte benyomásait a helyekről, amelyeket felkeresett, és megvetően szól a japán és kínai lakosok szegénységéről, és "gook"-nak (korabeli amerikai rasszista szleng ázsiaiakra), "lustának és ostobának" titulálja őket. Második látogatása Délkelet-Ázsiában egy családi nyaralás volt, amikor szüleivel Kínába látogatott a Fülöp-szigeteken keresztül, 1928-ban.
Hivatásos regényírói pályafutása 1933 tavaszán kezdődött. Hat év alatt 138 regényt, novellát és kisregényt írt. A haditengerészet hadnagyaként részt vett a második világháborúban, a csendes-óceáni hadszíntéren. A háború után indult el korábban megkezdett kutatásainak publikálása az emberi elme és szellem területén. 1933-ban feleségül vette Margaret „Polly” Grubb-ot, majd 1946-ban újranősült, Sara Elizabeth "Betty" Northrup-ot vette el, de ez a házassága, mint az később kiderült, nem léphetett érvénybe, mivel első feleségétől nem vált el előtte. Második feleségétől 1951-ben vált el. Így ugyan háromszor nősült meg, de csak két törvényes házassága volt. Gyermekei: L. Ron, Jr. (1934–1991, anyja: Margaret "Polly" Grubb), Katherine May (1936–, anyja: Margaret "Polly" Grubb), Alexis Valerie (1950–, anyja: Sara Elizabeth "Betty" Northrup), Diana Meredith deWolf Hubbard Ryan, Mary Suzette Rochelle Hubbard, Quentin Hubbard (elhunyt), Arthur Ronald Conway Hubbard (ma egy New York-ban élő művész). Utóbbi négy gyermekének anyja: Mary Sue Hubbard.
1950. május 9-én megjelent a Dianetika című könyve, amely méltatói szerint egy teljesen új megközelítést adott az emberi elme tanulmányozásához. 1954. februárjában Los Angelesben egy csapat szcientológus megalapítja az első szcientológia egyházat. 1959-ben Nagy-Britanniában a Saint Hill Manort megvásárolta; később ez a hely vált a szcientológia központjává. 1977-ben feleségét és több szcientológiai vezetőt bűnösnek nyilvánították az USA kormánya elleni kémkedés vádjával, Hubbard ellen azonban nem találtak bizonyítékot.
Az 1980-as években visszavonultan élt, tudományos-kalandregényeket írt. 1986. január 24-én kaliforniai otthonában hunyt el agyvérzés következtében. Hamvait a Csendes-óceánba szórták.
1994-ben posztumusz irodalmi Ignobel-díjat kapott Dianetika című könyvéért, az indoklás szerint a munka „rendkívül hasznos mű az egész emberiség számára, de neki mindenképpen”.
2005 októberben a Guinness World Records elismerte L. Ron Hubbardot, mint a világon legtöbb nyelvre fordított szerzőjét, ezzel megelőzve Sidney Sheldont és J. K. Rowlingot.

## Hubbard, mint filozófus
Kétségtelen tény, hogy Hubbard személyisége éppen az általa alkotott filozófia, és az ebből kialakult vallás miatt ugyanúgy vitatott, mint ahogyan az, hogy filozófus-e. A szcientológia hívei felmagasztalják és filozófusnak tartják, az ellenzők csak sci-fi-írónak.
"A filozófia egysége: akadnak, akik olykor már egyenesen a filozófia botrányáról beszélnek, mondván, hogy míg a résztudományok fejlődése látványosabbnál látványosabb eredményeket hoz, és sikereket ér el, addig a filozófia körül minden zavaros és kiábrándító. A bölcseleti történet maga is filozófiai folyamat: a gondolkodok párbeszéde az egy igazságról. Ebben a dialógusban eltérő szempontok érvényesülnek, amelyeket képviselőik egyoldalúan védelmeznek, majd ellenkező aspektusok fogalmazódnak meg, azután szintézis kialakítására tesznek kísérletet, míg nem új nézőpontok felbukkanásával a kialakított összegzés maga is egyoldalúnak bizonyul."

### Miért filozófus
Hubbard önmagát filozófusnak tartotta, és valóban alkotott egy filozófiát. Sci-fi írói jövedelméből finanszírozta kutatásait. A filozófiája az élet kérdéseivel foglalkozik, és ő ezt kutatta, élete nagy részét ennek szentelte.
Megfigyeléseit először 1938-ban egy ki nem adott műben összegezte. Filozófiai kutatásai először kézirat formájában terjedtek, majd a “Terra Incognita: Az elme” címen az Explorers Club Journal 1950-es téli/tavaszi számában jelent meg cikként. Ezt követte a Dianetika: A szellemi egészség modern tudománya című könyv, amelyet 1950 májusában adtak ki. Filozófiai tapasztalatait 1951-ben jelentették meg Dianetika: Az eredeti tézis címen, és később újra kiadták Az élet dinamikái címmel.
Hubbard úgy vélte, önmagában a filozófia nem érdekli az embereket, és ő maga is megoldásokat akart találni kérdéseire. Sokan éppen ezt vitatják, mert egy nézet szerint a filozófia csak kérdéseket vet fel, és nem ad válaszokat.

### Miért nem filozófus
Akik nem tartják filozófusnak, több ellenérvet is felhoznak. Szerintük Hubbard nem tudományos keretek között foglalkozott a filozófiával. A ma elfogadott nézet szerint tudósnak, filozófusnak azt tartják, aki legalább az akadémia tagja, és független gondolkodó.[forrás?]
Egybemosódik ugyan a szcientológia vallással kapcsolatos viselkedéssel, de Hubbardot szinte sehol nem említik meg mint filozófust.

## Kritika
Hubbardot és a szcientológiát sok támadás érte és éri. Az egyik támadási pont, hogy Hubbard többeknek is ezt mondta: "Ha milliomos akarsz lenni, alapíts vallást." Az ezzel kapcsolatos állítólagos történetet a német Stern is leközölte, melyet a szcientológia egyház peres úton megtámadott. A bíróság azonban a lap javára döntötte el a vitát.

## Magyarul

### Tudományos-fantasztikus könyvek
- Rettegés. Regény; ford. Pap Viola; Phoenix, Debrecen, 1992
- Háború a Földön, 1-2.; ford. Radnai Csaba; Alexandra, Pécs, 1996
- Végső elsötétítés; Media Nox, Bp., 2001
- Dave Wolverton: Egy igen különös utazás; L. Ron Hubbard története alapján; Media Nox, Bp., 2001
- A csillagok felé; New Era, Koppenhága, 2004

#### AFöldi küldetéssci-fi sorozat
- Földi küldetés, 1-10.; ford. Radnai Csaba; Alexandra, Pécs, 1997–2006, 9. köt. ford. Sarkadi Zsolt; Nézőpontok Kft., Eger, 2006
  - 1. A megszállók terve; 1997
  - 2. A sötét kezdet; 1997
  - 3. Együtt az ellenséggel; 1998
  - 4. Egy földöntúli kapcsolat; 1998
  - 5. Hazárdjáték; 1998
  - 6. Életre-halálra; 1999
  - 7. Bosszúvágy; 2000
  - 8. Katasztrófa; 2005
  - 9. Győzedelmes gazság; Nézőpontok Kft., ford. Sarkadi Zsolt; 2006
  - 10. Az eltörölt bolygó; 2006

### Dianetika,szcientológiakönyvek
- …számos könyv és előadás a dianetikával és szcientológiával kapcsolatban[14]
- Méregtelenítés. Egy illusztrált válasz a drogokra. Méregtelenítő program; ford. Szentmiklóssy Zsuzsanna; Bridge, Los Angeles, 1990
- Dianetika. A lelki és szellemi egészség modern tudománya. A dianetikai eljárás kézikönyve; ford. Csetneki Gábor; Interbright, Bp., 1990
- Hubbardi dianetika auditor tanfolyam. L. Ron Hubbard művei alapján; New Era, Coppenhagen, 1991
- Kommunikációval a siker felé; New Era, Copenhagen, 1991
- Önelemzés. Praktikus önfejlesztő kézikönyv; Minerva, Bp., 1992
- A szcientológia alapvető képeskönyve. Vizuális segédlet az ember és az élet jobb megértéséhez. L. Ron Hubbard művei alapján; ford. Németh István; Hubbard Library, s.l., 1993
- A dianetika és a szcientológia kisszótára; összeáll. Németh István; 2. jav., bőv. kiad.; s.n., Bp., 1993
- Önelemzés; Alexandra, Pécs, 1996
- A szcientológia kézikönyve. Gyakorlati kézikönyv egy jobb világ építéséhez. Ron Hubbard művei alapján; New Era, Copenhagen, 2001
- Tiszta test, tiszta elme. A hatékony méregtelenítő program; New Era, Glostrup, 2002
- Dianetika. A szellemi egészség modern tudománya; New Era, Copenhagen, 2003
- Egyesítő kongresszus. Kommunikáció, szabadság és képesség, 1-2.; Golden Era, Los Angeles, 2004-2005
- Londoni kongresszus a terjesztésről és a segítségről, és a londoni nyílt esti előadások. London, 1960. augusztus; Golden Era, Los Angeles, 2004 + 7 CD
- Dianetika előadások és demonstrációk; Golden Era, Los Angeles, 2005
- 88-as technika a Föld előtt. Események az időnyomon, 1-2.; Golden Era, Los Angeles, 2005
- Phoenix előadások. Az emberi szellem felszabadítása, 1-2.; Golden Era, Los Angeles, 2005
- Az életfolytonosság; Golden Era, Los Angeles, 2005 + 10 CD
- Az életenergia forrása, 1-2.; Golden Era, Los Angeles, 2005
- Londoni kongresszus az emberi problémákról. London, 1956. október; Golden Era, Los Angeles, 2005 + 12 CD
- Washingtoni kongresszus a sugárzásellenesség és a konfrontálás tárgyában. Washington, 1956. december; Golden Era, Los Angeles, 2005 + 13 CD
- Arte Maren: A cégvezetés természeti törvényei. Fokozatok; L. Ron Hubbard alapján, ford. Mondovics Tamás, Miklán Károly; Mesterelme Bt., Bp., 2015